# La Mesa, Uriangato
La Mesa är en ort i Mexiko.   Den ligger i kommunen Uriangato och delstaten Guanajuato, i den centrala delen av landet, 230 km väster om huvudstaden Mexico City. La Mesa ligger 1 862 meter över havet och antalet invånare är 390.
Terrängen runt La Mesa är kuperad åt nordväst, men åt sydost är den platt. Runt La Mesa är det tätbefolkat, med 308 invånare per kvadratkilometer. Närmaste större samhälle är Moroleón, 3,3 km nordväst om La Mesa. I omgivningarna runt La Mesa växer huvudsakligen savannskog.